# Gran Premio d'Europa 2008
Il Gran Premio d'Europa 2008 è stata la dodicesima prova della stagione 2008 del Campionato Mondiale FIA di Formula 1. Svoltosi il 24 agosto sul nuovo Circuito urbano di Valencia è stato vinto da Felipe Massa su Ferrari, che ha preceduto Lewis Hamilton e Robert Kubica. Hanno inoltre ottenuto punti Kovalainen, Trulli, Vettel, Glock e Rosberg.

## Vigilia
È la prima volta che un gran premio di F1 si corre su questo tracciato cittadino e, di conseguenza, non sono mancate le lamentele dei piloti sulla scarsa aderenza del tracciato durante le prove.
Sin da queste ultime infatti molti piloti trovano difficoltà ad impostare la curva  Luna Rossa (la seconda del circuito) e la chicane che vede coinvolte le curve 12 e la 13.
Durante le prove Coulthard e Alonso sono stati multati di 10.000 $ per eccesso di velocità nella Pit Lane.

## Prove
Nella prima sessione del venerdì, si è avuta questa situazione:
| Pos | Nome              | Squadra/Motore   | Tempo    |
| --- | ----------------- | ---------------- | -------- |
| 1   | Sebastian Vettel  | STR-Ferrari      | 1:40.496 |
| 2   | Felipe Massa      | Ferrari          | 1:40.654 |
| 3   | Heikki Kovalainen | McLaren-Mercedes | 1:40.822 |

Nella seconda sessione del venerdì, si è avuta questa situazione:
| Pos | Nome            | Squadra/Motore | Tempo    |
| --- | --------------- | -------------- | -------- |
| 1   | Kimi Räikkönen  | Ferrari        | 1:39.477 |
| 2   | Fernando Alonso | Renault        | 1:39.497 |
| 3   | Jenson Button   | Honda          | 1:39.546 |

Nella sessione del sabato mattina, si è avuta questa situazione:
| Pos | Nome               | Squadra/Motore  | Tempo    |
| --- | ------------------ | --------------- | -------- |
| 1   | Robert Kubica      | BMW             | 1:38.754 |
| 2   | Nico Rosberg       | Williams-Toyota | 1:38.877 |
| 3   | Sébastien Bourdais | STR-Ferrari     | 1:39.009 |

Da segnalare le lamentele di numerose scuderie, in primis la McLaren, relative al cemento della pit lane, che si sgretola sotto le ruote delle vetture in movimento. La McLaren avrebbe anche chiesto, come requisito per tornare gli anni successivi a correre su questo circuito, il riasfaltamento della corsia box.

## Qualifiche
Nella sessione di qualificazione, si è avuta questa situazione:
| Pos | N  | Nome                 | Costruttore/Motore  | Q1       | Q2       | Q3       | Griglia |
| --- | -- | -------------------- | ------------------- | -------- | -------- | -------- | ------- |
| 1   | 2  | Felipe Massa         | Ferrari             | 1:38.176 | 1:37.859 | 1:38.989 | 1       |
| 2   | 22 | Lewis Hamilton       | McLaren-Mercedes    | 1:38.464 | 1:37.954 | 1:39.199 | 2       |
| 3   | 4  | Robert Kubica        | BMW Sauber          | 1:38.347 | 1:38.050 | 1:39.392 | 3       |
| 4   | 1  | Kimi Räikkönen       | Ferrari             | 1:38.703 | 1:38.229 | 1:39.488 | 4       |
| 5   | 23 | Heikki Kovalainen    | McLaren-Mercedes    | 1:38.656 | 1:38.120 | 1:39.937 | 5       |
| 6   | 15 | Sebastian Vettel     | STR-Ferrari         | 1:38.141 | 1:37.842 | 1:40.142 | 6       |
| 7   | 11 | Jarno Trulli         | Toyota              | 1:37.948 | 1:37.928 | 1:40.309 | 7       |
| 8   | 3  | Nick Heidfeld        | BMW Sauber          | 1:38.738 | 1:37.859 | 1:40.631 | 8       |
| 9   | 7  | Nico Rosberg         | Williams-Toyota     | 1:38.595 | 1:38.336 | 1:40.721 | 9       |
| 10  | 14 | Sébastien Bourdais   | STR-Ferrari         | 1:38.622 | 1:38.417 | 1:40.750 | 10      |
| 11  | 8  | Kazuki Nakajima      | Williams-Toyota     | 1:38.667 | 1:38.428 |          | 11      |
| 12  | 5  | Fernando Alonso      | Renault             | 1:38.268 | 1:38.435 |          | 12      |
| 13  | 12 | Timo Glock           | Toyota              | 1:38.532 | 1:38.499 |          | 13      |
| 14  | 10 | Mark Webber          | Red Bull-Renault    | 1:38.559 | 1:38.515 |          | 14      |
| 15  | 6  | Nelson Piquet Jr.    | Renault             | 1:38.787 | 1:38.744 |          | 15      |
| 16  | 16 | Jenson Button        | Honda               | 1:38.880 |          |          | 16      |
| 17  | 9  | David Coulthard      | Red Bull-Renault    | 1:39.235 |          |          | 17      |
| 18  | 21 | Giancarlo Fisichella | Force India-Ferrari | 1:39.268 |          |          | 18      |
| 19  | 17 | Rubens Barrichello   | Honda               | 1:39.811 |          |          | 19      |
| 20  | 20 | Adrian Sutil         | Force India-Ferrari | 1:39.943 |          |          | 20      |

## Gara

### Resoconto
Splende il sole sul circuito cittadino di Valencia. Al via tutti i piloti di testa mantengono la propria posizione, tranne Räikkönen, che viene sopravanzato da Kovalainen; Kubica tenta di attaccare Hamilton ma l'inglese si difende bene. Giornata nera per l'idolo di casa Fernando Alonso, tamponato da Nakajima e costretto al ritiro (il giapponese invece prosegue).
Massa ed Hamilton allungano subito ed è il brasiliano a costruire un piccolo margine. Kubica fatica per qualche giro, ma poi riesce a sua volta a staccare la coppia finlandese. Vettel e Trulli tengono il ritmo mentre il resto del gruppo è presto distante. Al 15º giro Massa rifornisce, rientrando in pista proprio tra Kovalainen e Raikkonen; due giri dopo Hamilton si ferma rimanendo dietro al brasiliano, pur avendo fatto segnare nel frattempo il giro più veloce. Tra il 18º e il 22º giro riforniscono gli altri piloti delle prime posizioni con Trulli che sale al sesto posto a spese di Vettel. Nel secondo segmento di gara, Massa estende la sua leadership fino ad avere quasi dieci secondi di vantaggio.Al 37º giro Il brasiliano rientra per il secondo rifornimento ma nella ripartenza rischia un incidente con Sutil: il ferrarista, messo sotto inchiesta per unsafe release, verrà multato di 10.000 euro. Nei giri seguenti tutti i piloti restanti effettuano il secondo rifornimento.
Al 42º giro Sutil esce di scena andando a sbattere debolmente contro le barriere, ma la sua vettura è in una posizione non pericolosa e la safety-car non deve entrare. Al 43º giro tensione al box Ferrari: Kovalainen e Räikkönen rientrano insieme per il secondo rifornimento; la sosta del pilota della Mclaren sembra più veloce ma Kimi riparte prima di ricevere il via libera dai meccanici e ne travolge uno (il colpo gli procurerà una lieve frattura), perdendo l'opportunità di sorpassare il connazionale e retrocedendo alle spalle di Trulli. Al 45º giro, il periodo nero di Raikkonen culmina nel cedimento del motore a causa dello stesso problema alle bielle che aveva fermato Massa in Ungheria. La gara prosegue senza emozioni: Massa va a vincere, Hamilton e Kubica completano il podio. Alle loro spalle arrivano Kovalainen, Trulli, Vettel Glock e Rosberg.
Nel campionato piloti Massa recupera due punti su Hamilton, sempre in testa con 70 punti, seguito proprio dal brasiliano a 64 e da Räikkönen a 57. Nel campionato costruttori la McLaren, a quota 113, si avvicina alla Ferrari, in testa con 121 punti. I risultati del GP sono stati i seguenti:

### Risultati
| Pos | N  | Pilota               | Costruttore/Motore  | Giri | Tempo/Ritiro              | Griglia | Punti |
| --- | -- | -------------------- | ------------------- | ---- | ------------------------- | ------- | ----- |
| 1   | 2  | Felipe Massa         | Ferrari             | 57   | 1:35:32.339               | 1       | 10    |
| 2   | 22 | Lewis Hamilton       | McLaren-Mercedes    | 57   | +5.611                    | 2       | 8     |
| 3   | 4  | Robert Kubica        | BMW Sauber          | 57   | +37.353                   | 3       | 6     |
| 4   | 23 | Heikki Kovalainen    | McLaren-Mercedes    | 57   | +39.703                   | 5       | 5     |
| 5   | 11 | Jarno Trulli         | Toyota              | 57   | +50.684                   | 7       | 4     |
| 6   | 15 | Sebastian Vettel     | Toro Rosso-Ferrari  | 57   | +52.625                   | 6       | 3     |
| 7   | 12 | Timo Glock           | Toyota              | 57   | +1:07.990                 | 13      | 2     |
| 8   | 7  | Nico Rosberg         | Williams-Toyota     | 57   | +1:11.457                 | 9       | 1     |
| 9   | 3  | Nick Heidfeld        | BMW Sauber          | 57   | +1:22.177                 | 8       |       |
| 10  | 14 | Sébastien Bourdais   | Toro Rosso-Ferrari  | 57   | +1:29.794                 | 10      |       |
| 11  | 6  | Nelson Piquet Jr.    | Renault             | 57   | +1:32.717                 | 15      |       |
| 12  | 10 | Mark Webber          | Red Bull-Renault    | 56   | +1 giro                   | 14      |       |
| 13  | 16 | Jenson Button        | Honda               | 56   | +1 giro                   | 16      |       |
| 14  | 21 | Giancarlo Fisichella | Force India-Ferrari | 56   | +1 giro                   | 18      |       |
| 15  | 8  | Kazuki Nakajima      | Williams-Toyota     | 56   | +1 giro                   | 11      |       |
| 16  | 17 | Rubens Barrichello   | Honda               | 56   | +1 giro                   | 19      |       |
| 17  | 9  | David Coulthard      | Red Bull-Renault    | 56   | +1 giro                   | 17      |       |
| Rit | 1  | Kimi Räikkönen       | Ferrari             | 45   | Motore                    | 4       |       |
| Rit | 20 | Adrian Sutil         | Force India-Ferrari | 41   | Incidente                 | 20      |       |
| Rit | 5  | Fernando Alonso      | Renault             | 0    | Collisione con K.Nakajima | 12      |       |

Sia Barrichello che Sutil sono partiti dalla Pit Lane.

## Classifiche Mondiali

### Piloti
| Pos | Pilota             | Punti |
| --- | ------------------ | ----- |
| 1   | Lewis Hamilton     | 70    |
| 2   | Felipe Massa       | 64    |
| 3   | Kimi Räikkönen     | 57    |
| 4   | Robert Kubica      | 55    |
| 5   | Heikki Kovalainen  | 43    |
| 6   | Nick Heidfeld      | 41    |
| 7   | Jarno Trulli       | 26    |
| 8   | Fernando Alonso    | 18    |
| 9   | Mark Webber        | 18    |
| 10  | Timo Glock         | 15    |
| 11  | Nelson Piquet Jr.  | 13    |
| 12  | Rubens Barrichello | 11    |
| 13  | Nico Rosberg       | 9     |
| 14  | Sebastian Vettel   | 9     |
| 15  | Kazuki Nakajima    | 8     |
| 16  | David Coulthard    | 6     |
| 17  | Jenson Button      | 3     |
| 18  | Sébastien Bourdais | 2     |

### Costruttori
| Pos | Team             | Punti |
| --- | ---------------- | ----- |
| 1   | Ferrari          | 121   |
| 2   | McLaren-Mercedes | 113   |
| 3   | BMW Sauber       | 96    |
| 4   | Toyota           | 41    |
| 5   | Renault          | 31    |
| 6   | RBR-Renault      | 24    |
| 7   | Williams-Toyota  | 17    |
| 8   | Honda            | 14    |
| 9   | STR-Ferrari      | 11    |